# 有机化合物

甲烷是最简单的有机化合物

有機化合物（organic compound/chemical）简称有机物，是分子中包含碳-氢或碳-碳共价键的化合物，及其衍生物的总称。
有机化合物必定含有碳元素；但一些含碳化合物例外，其屬於無機化合物，主要有以下幾類：碳的氧化物及硫化物（如一氧化碳、二氧化碳、二硫化碳）、碳酸及碳酸盐、碳酸氢盐（如碳酸钙、碳酸氢钠）、氰化物及氰酸鹽（如氫氰酸、氰酸、硫氰化物、鹵化氰）、碳化物（碳化鈣、碳化矽）等。
有机化合物通常等义于碳氫化合物，且常含有碳-碳键，绝大多数有机分子中另含有氧、氮、卤素、硫和磷等元素。目前已知的有近3000万种，是形成生命的基礎物質（例如生命的起源——氨基酸即為有機化合物），却也是化学工业中大部分合成高分子材料的基础物质。

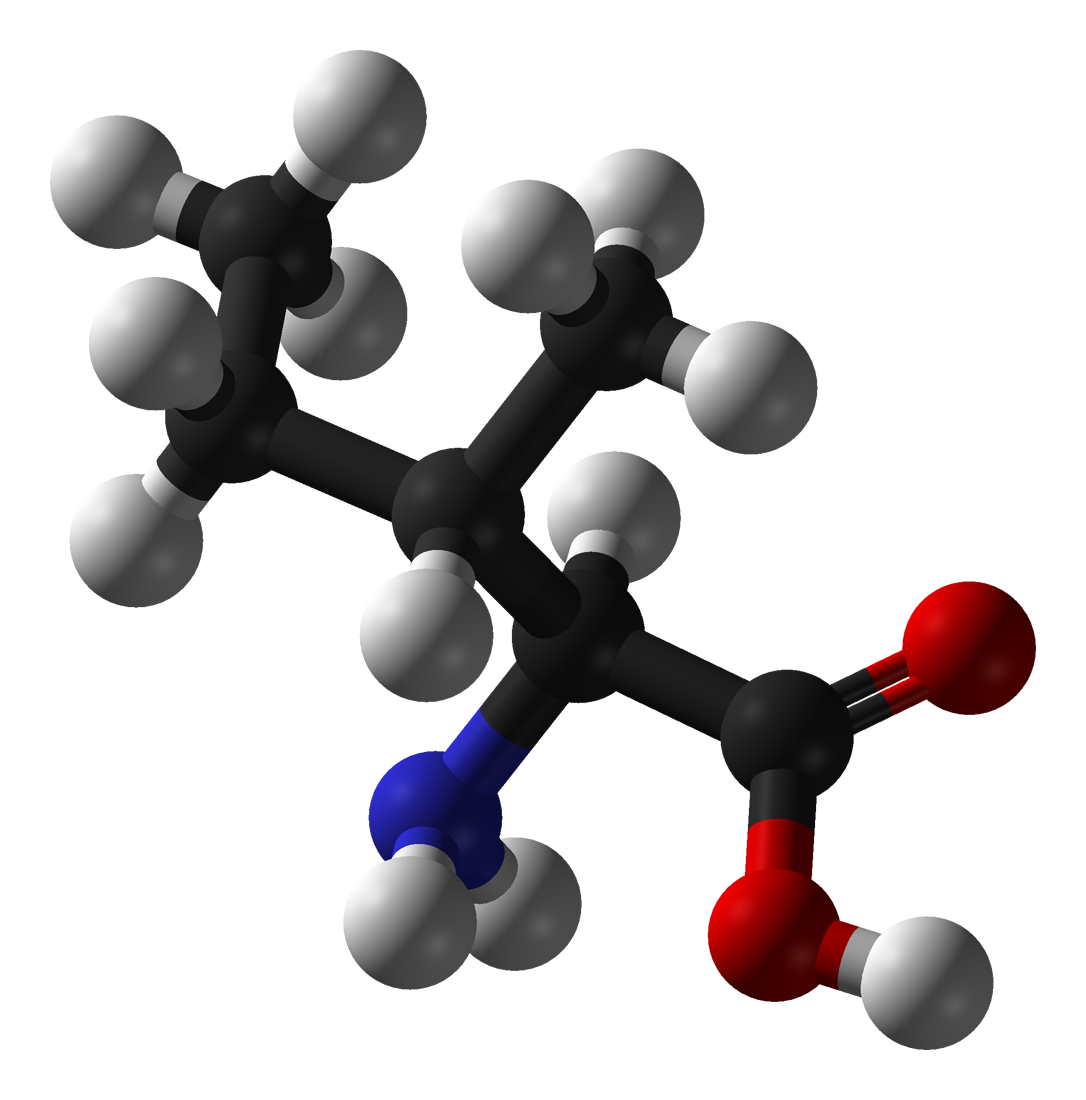
L-isoleucine-3D-balls

## 特点
多數有機化合物主要含有碳、氫兩種元素，有些含氧，此外也常含有氮、磷、硫、鹵素等（以稀有氣體以外的非金屬元素為主）。在目前发现的有机物中，部分有機物來自生物圈，但絕大多數是以石油、天然氣、煤等作為原料，通過人工合成的方法製得。
和無機物相比，有機物數目眾多，可達幾百萬種，而無機物目前只發現數十萬種，因為有機化合物的碳原子的結合能力非常強，可以互相結合成碳鏈或碳環。碳原子數量可以是一两個，也可以是幾千、幾萬個，許多有機高分子化合物（聚合物）甚至可以有幾十萬個碳原子。此外，有機化合物中同分異構現象非常普遍，這也是有機化合物數目繁多的原因之一。
有機化合物除少數以外，一般都能燃燒。和無機物相比，它們的熱穩定性比較差，電解質受熱容易分解。有機物的熔點較低，一般不超過400℃。有機物的極性很弱，因此大多不溶於水。有機物之間的反應，大多是分子間的反應，往往需要一定的活化能，因此反應緩慢，往往需要加入催化劑等方法。另外有機物的反應比較複雜，在同樣條件下，一個化合物可以同時進行幾個不同的反應，生成不同的產物。
有機化合物一般密度小於2g/cm3，而無機化合物正好相反。在溶解性方面，有機化合物多為非極性化合物（例外：醇、胺等），無機化合物則大部分是極性化合物（例外：二硫化碳、三氧化硫、二氧化碳等）。

## 歷史與命名
「有機」這歷史性名詞，可追溯至19世紀，當時生機論者認為有機化合物只能以生物（life-force，vis vitalis）合成。此理論基於有機物與「無機」的基本分別，有機物是不能被非生命力合成的。後來德國化學家弗裏德裏希·維勒以氰酸與氨水合成尿素（無機物合成有機物）時這一理論才被推翻。
一般而言，有機化合物定義為化合物中有碳-氢键而無機化合物則沒有。因此碳酸（H2CO3）、二氧化碳是無機化合物，但是甲酸（又名蟻酸）（HCOOH，第一個脂肪酸）則是有機化合物。然而，化合物中没有碳-氢键也不一定为无机物，如聚四氟乙烯、環己六酮、乙烯四甲酸二酐。有碳-氢键也不一定是有机物，如氰化氢，它的碳-氢键可以电离，因此不是有机物。
因此對有機化合物的重新定義就是必須要含有碳-氢键(C-H)或碳-碳键(C-C、C=C、C≡C)，而且這兩重鍵必須是共價鍵形式連結，才會被定義為有機化合物。

## 共价键
在有機物中，碳的化合價（原子價）都為4價，但在計算中（尤其是氧化還原反應）碳的氧化數被認為是不固定的。
有機物中普遍存在共價鍵。有機物發生反應時，就是一些共價鍵斷裂，同時一些新的共價鍵生成。

## 分類
- 烴類：只包含C、H之化合物（碳氫化合物），大多不溶於水，通常分為以下幾類：
  - 烷類：碳-碳键皆為單鍵。甲烷/乙烷为天然氣的主成分，丙烷/丁烷為液化石油氣的主成分，通式為CnH2n+2(n≧1)。（註:甲烷、乙烷、丙烷、丁烷皆為氣體，液化石油氣之所以是「液化」是因為高壓）。
  - 烯類：含有碳碳雙鍵。為塑膠原料，没有甲烯(其實有，化學式為CH2)，通式為CnH2n(n≧2)。
  - 炔类：含有碳碳三鍵。為焊接原料，没有甲炔(其實有，化學式為CH3)，通式為CnH2n-2(n≧2)。
  - 環烴類：碳與碳首尾相接，呈環狀，並不包含芳香烴類化合物。
  - 芳香烴類：含有一個或者多個苯環，具有芳香性，最簡單的芳香烴為苯。
- 醇類：分子主鏈上接–OH基團（羥基），可溶於水，易氧化為醛、酮、有機酸。乙醇為藥用酒精，70~75%可用於消毒；若少量甲醇添加於乙醇為工業酒精(變性酒精)，有毒，一般會染成粉紅色，通式為CnH2n+1OH。可視為將烷類的一個H換成OH，ex：C2H6(乙烷)->C2H5OH(乙醇)
- 醚類：分子主链上接–O–基團（醚基），可溶于水，最簡单的醚為二甲醚（CH3OCH3、甲醚），與醇為同分異構物。可視為由O連接兩個烷類，ex：CH3OCH3(甲醚)是由兩個CH3(甲烷)和一個O連結在一起
- 醛類：分子主鏈上接–CHO基團（醛基），可溶于水，易氧化為有機酸，一般醛類通式為CnH2n+1CHO（命名方式為n-1醛）。
- 酮類：分子主鏈上接–CO–基團（酮基），可溶于水，最簡单的酮為丙酮（CH3COCH3、二甲酮），不易氧化，與醛為同分異構物。
- 酸類：分子主鏈上接–COOH基團（羧基），可溶于水，能解離出少量氫正離子，从生物體提煉。甲酸又稱蟻酸，螞蟻和蜜蜂會分泌此來禦敵；乙酸為食用醋的主成分，含3~5%的乙酸（由醋酸桿菌發酵而來）。純乙酸16度以下凝固，故又稱冰醋酸。一般有機酸類通式為CnH2n+1COOH（n=0為甲）(命名方式為n+1酸）。
- 酯類：分子主鏈上接–COO–基團（酯基），不溶於水，制造方式为「有機酸+醇→酯+水(催化劑为濃硫酸)」，可再經水解還原成醇及有機酸，命名方式為某酸某酯(X酸+Y醇->X酸Y酯)，最簡单的酯為甲酸甲酯（HCOOCH3）。低級酯又稱果香油，一般用作人工香精；三酸甘油酯即為油脂，油脂酸敗現象即為油脂水解還原，與酸為同分異構物。
- 胺類：分子主鏈上接–NH2/NHR/NR2–基團（胺基），是氨分子（NH3）中的氫被烴基取代後形成的一類有機化合物，可根據氨分子上被取代的氫原子數量，順次分為伯胺（一級胺）、仲胺（二級胺）、叔胺（三級胺）。
- 醯胺類

- 備註：
  - 若羥基接於芳香烴上為酚，如苯酚（C6H5OH）。
  - 羰基（–CO–）依接的分子可分為醛基、酮基、酸（羧）基、酯基、醯胺基（–CONH2）等。

## 外部連結
- Organic Compounds Database （页面存档备份，存于）